# Lunds universitetshistoriska sällskap

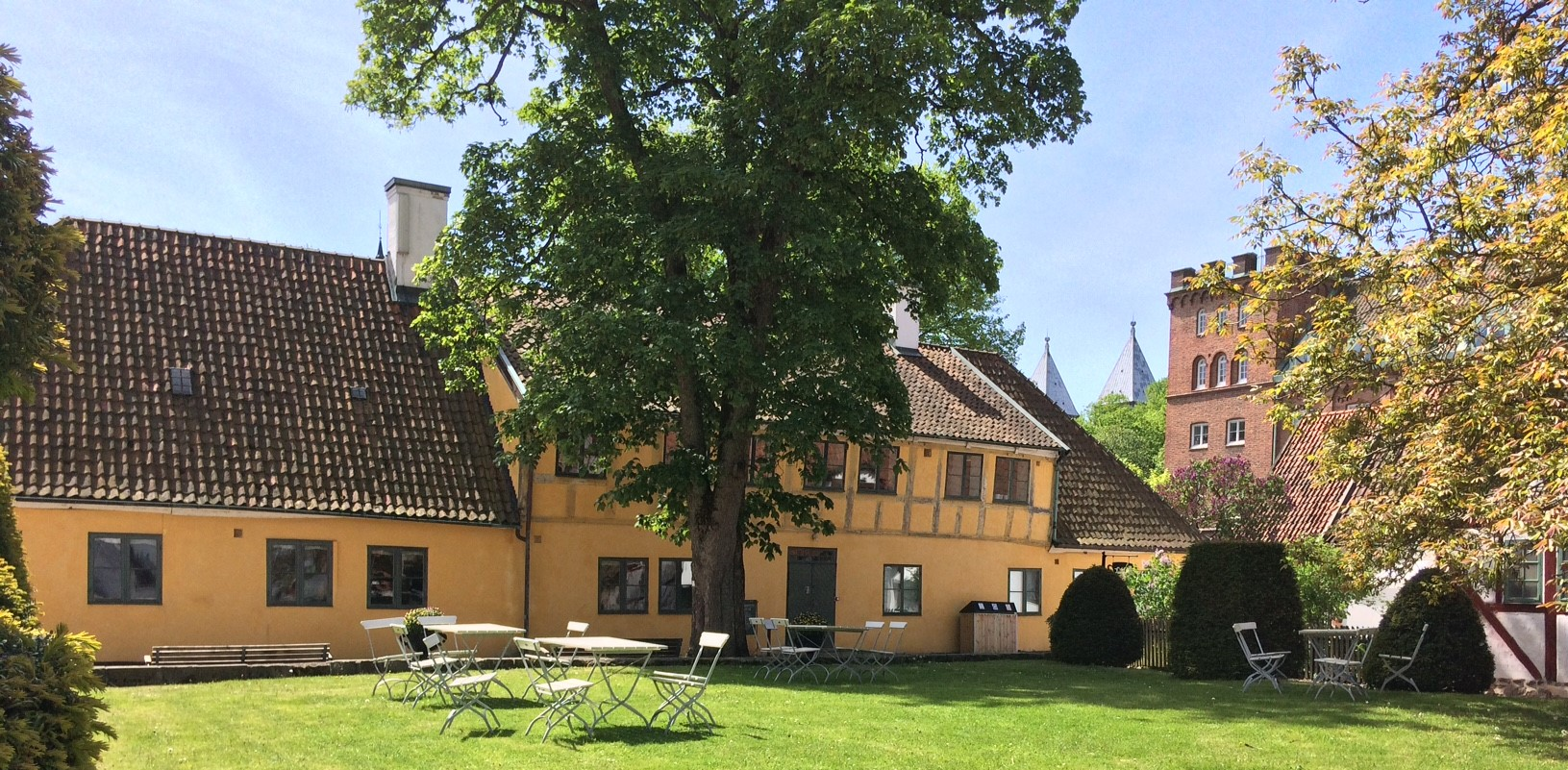
Universitetsmuseet i Lund i Lindforska huset på Kulturen

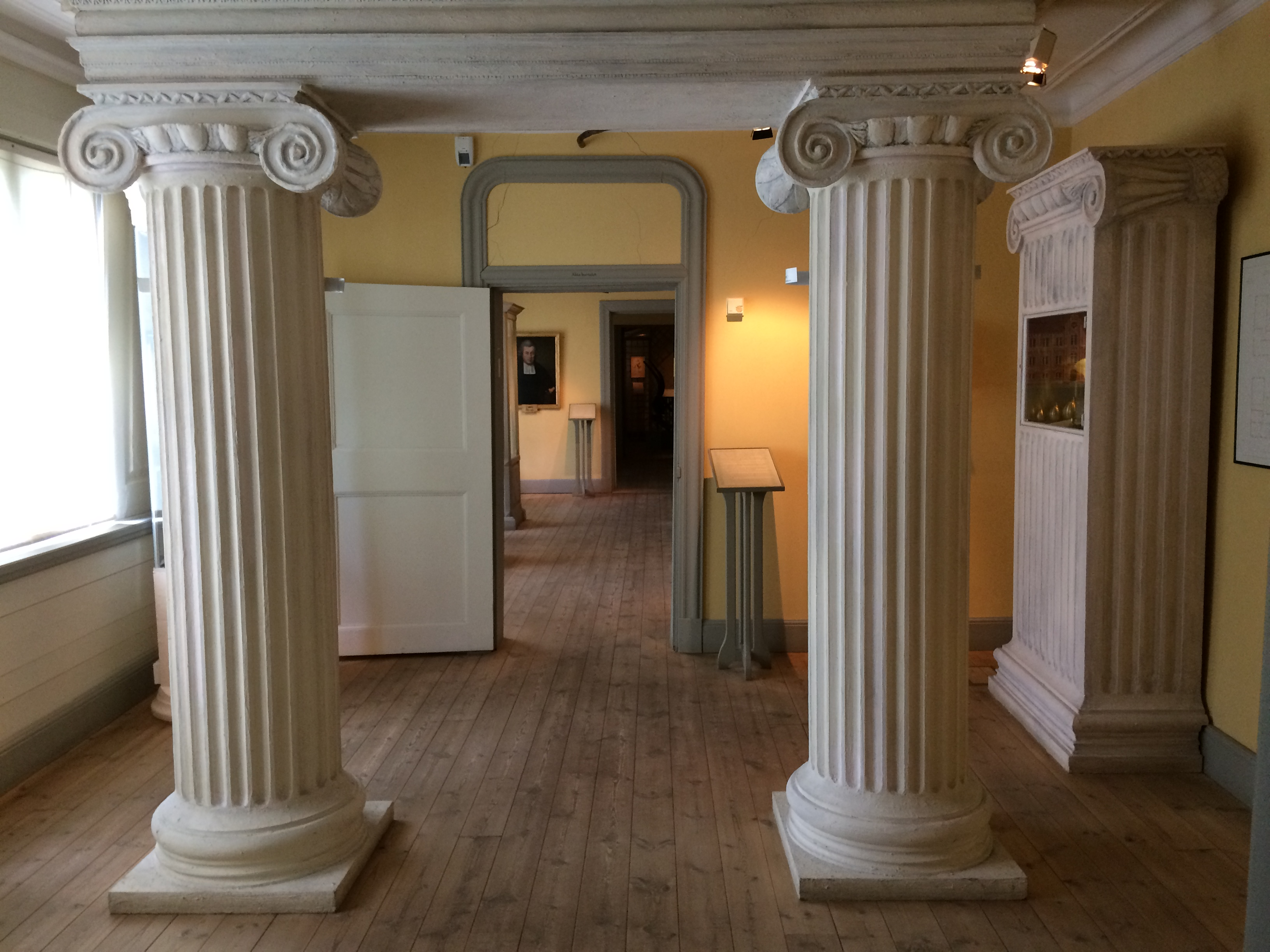
Universitetsmuseet i Lund, interiör

Lunds universitetshistoriska sällskap är en ideell förening i Lund för dem som är intresserade av universitetshistoria i allmänhet och Lunds universitets historia i synnerhet.
Sällskapet ansvarar för Universitetsmuseet i Lund, som är inrymt i Lindforska huset, en före detta professorsbostad på Kulturens museiområde i Lund. Det håller regelbundna möten och producerar en årsbok för sina medlemmar. En gång om året ordnar sällskapet en studieresa till en annan universitetsmiljö. Sällskapet pris utdelas vartannat år till personer som gjort stora insatser för Lund, dess universitet och historia.